# Konzulat Republike Slovenije v Caniçu
Konzulat Republike Slovenije v Caniçu je diplomatsko-konzularno predstavništvo (konzulat) Republike Slovenije s sedežem v Caniçu (Portugalska); spada pod okrilje Veleposlaništvu Republike Slovenije na Portugalskem.
Trenutni častni konzul je Urška Sicherl.